# Егрфеј сир Мен
Егрфеј сир Мен (фр. Aigrefeuille-sur-Maine) насеље је и општина у западној Француској у региону Лоара, у департману Атлантска Лоара која припада префектури Нант.
По подацима из 2011. године у општини је живело 3372 становника, а густина насељености је износила 231,28 становника/km². Општина се простире на површини од 14,58 km². Налази се на средњој надморској висини од 43 метара (максималној 56 m, а минималној 2 m).

## Демографија
| 1962. | 1968. | 1975. | 1982. | 1990. | 1999. | 2011. |
| ----- | ----- | ----- | ----- | ----- | ----- | ----- |
| 1.076 | 1.280 | 1.489 | 1.829 | 1.987 | 2.151 | 3.372 |